# Batlama Deresi
Batlama Deresi ist ein 40 Kilometer langer Fluss in der türkischen Provinz Giresun, der in das Schwarze Meer mündet.
Der Fluss entspringt im Pontischen Gebirge südlich der Ortschaft İnişdibi. Der Batlama Deresi durchfließt den zentralen Landkreis der Provinz in einem tiefen Tal in nördlicher Richtung. Er passiert die Orte İnişdibi, Çaldağ und Sayca, bevor er knapp 3 km westlich der Provinzhauptstadt ins Meer mündet.